# Hoolock leuconedys
O gibão-hoolock-oriental (Hoolock leuconedys) é uma das duas espécies de Hoolock. A espécie é encontrada numa pequena porção da Índia e China e em Mianmar.